# Phialanthus acunae
Phialanthus acunae är en måreväxtart som beskrevs av Attila L. Borhidi. Phialanthus acunae ingår i släktet Phialanthus och familjen måreväxter. Inga underarter finns listade i Catalogue of Life.